# La Guerre de l'art
La Guerre de l'art (The War of Art) est le quinzième épisode de la vingt-cinquième saison de la série télévisée Les Simpson et le 545e épisode de la série. Il est sorti en première sur le réseau Fox le 23 mars 2014.

## Synopsis
Lisa veut à tout prix avoir un cochon d'Inde et finit par convaincre ses parents de lui en acheter un. À peine arrivé dans sa nouvelle maison, il déchire le tableau avec le voilier au-dessus du canapé. Pour le remplacer, Marge décide d'acheter une peinture bon marché aux Van Houten lors d'une braderie de quartier. À la maison, les Simpson s'aperçoivent que c'est en fait l'œuvre d'un peintre célèbre d'une grande valeur. Homer et Marge se disputent pour savoir s'ils doivent en parler aux Van Houten, Homer convainc Marge de ne pas le faire, mais Milhouse entend leur conversation par mégarde. Malgré sa promesse de ne rien dire à ses parents contre des cadeaux, il leur dit tout, et ceux-ci sont très remontés contre les Simpson. Ces derniers décident néanmoins de vendre ce tableau aux enchères, arguant qu'il est à eux. La moitié de la ville les soutient, et l'autre exigeant qu'ils partagent l'argent avec les anciens propriétaires. Mais l'amante de Kirk Van Houten prétend que le tableau est à elle, une enquête s'impose et la vente est suspendue. Homer et Lisa vont chercher des preuves sur une île touristique, et découvrent que ce tableau est l'œuvre d'un faussaire très talentueux.

## Réception
Lors de sa première diffusion l'épisode a attiré 3,98 millions de téléspectateurs.